# Rafael López de León
Rafael López de León, španski rokometaš, * 14. avgust 1953.
Leta 1980 je na poletnih olimpijskih igrah v Moskvi v sestavi španske rokometne reprezentance osvojil 5. mesto.
Udeležil se je tudi iger leta 1984 (8. mesto).